# Allirahu
Allirahu – wyspa na Morzu Bałtyckim, u zachodnich wybrzeży Estonii. Na wyspie oraz otaczających ją wodach utworzono w 2005 roku rezerwat przyrody Allirahu looduskaitseala.